# Ernstbrunn

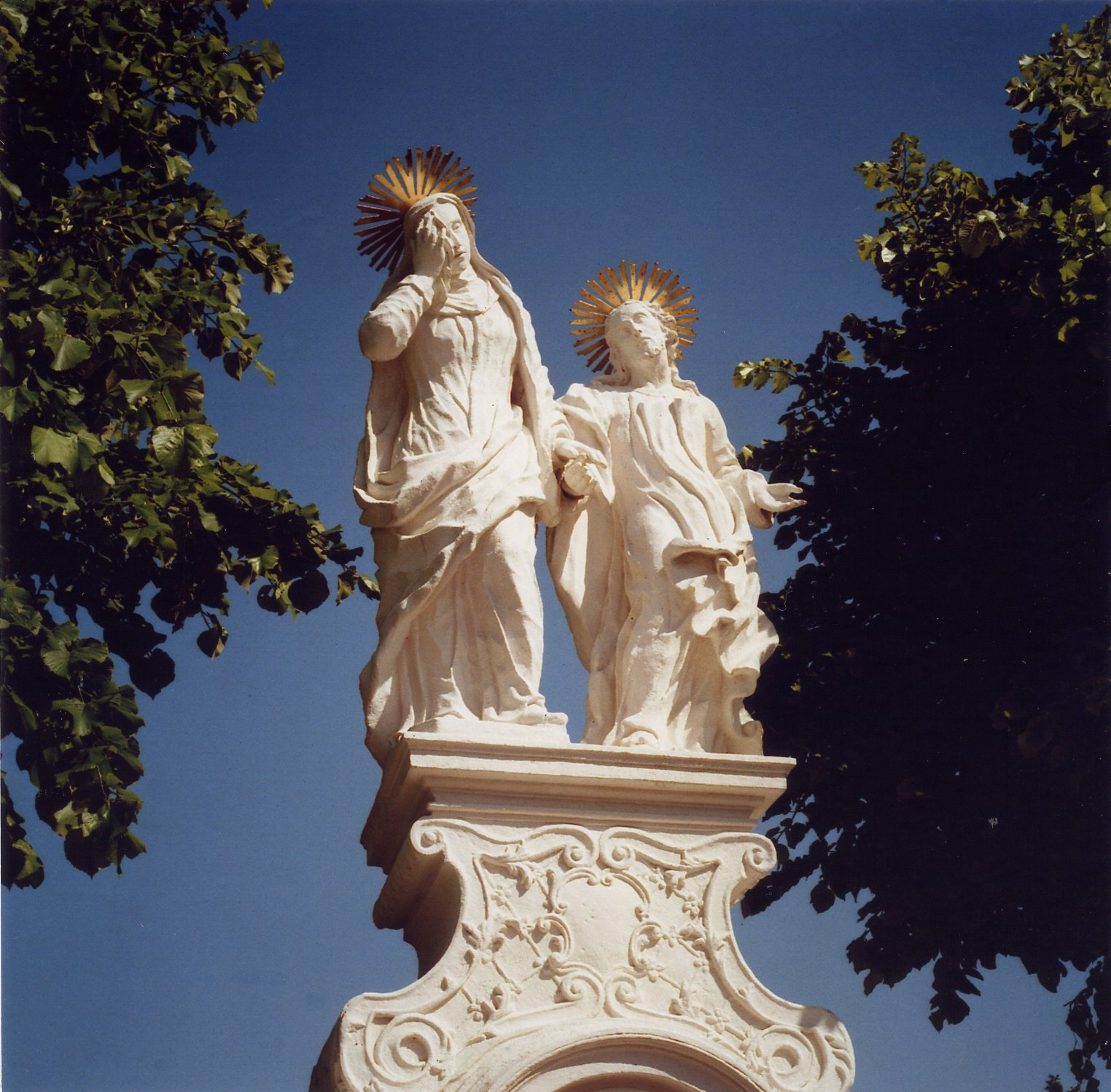
Barocke Urlaubergruppe im Ort

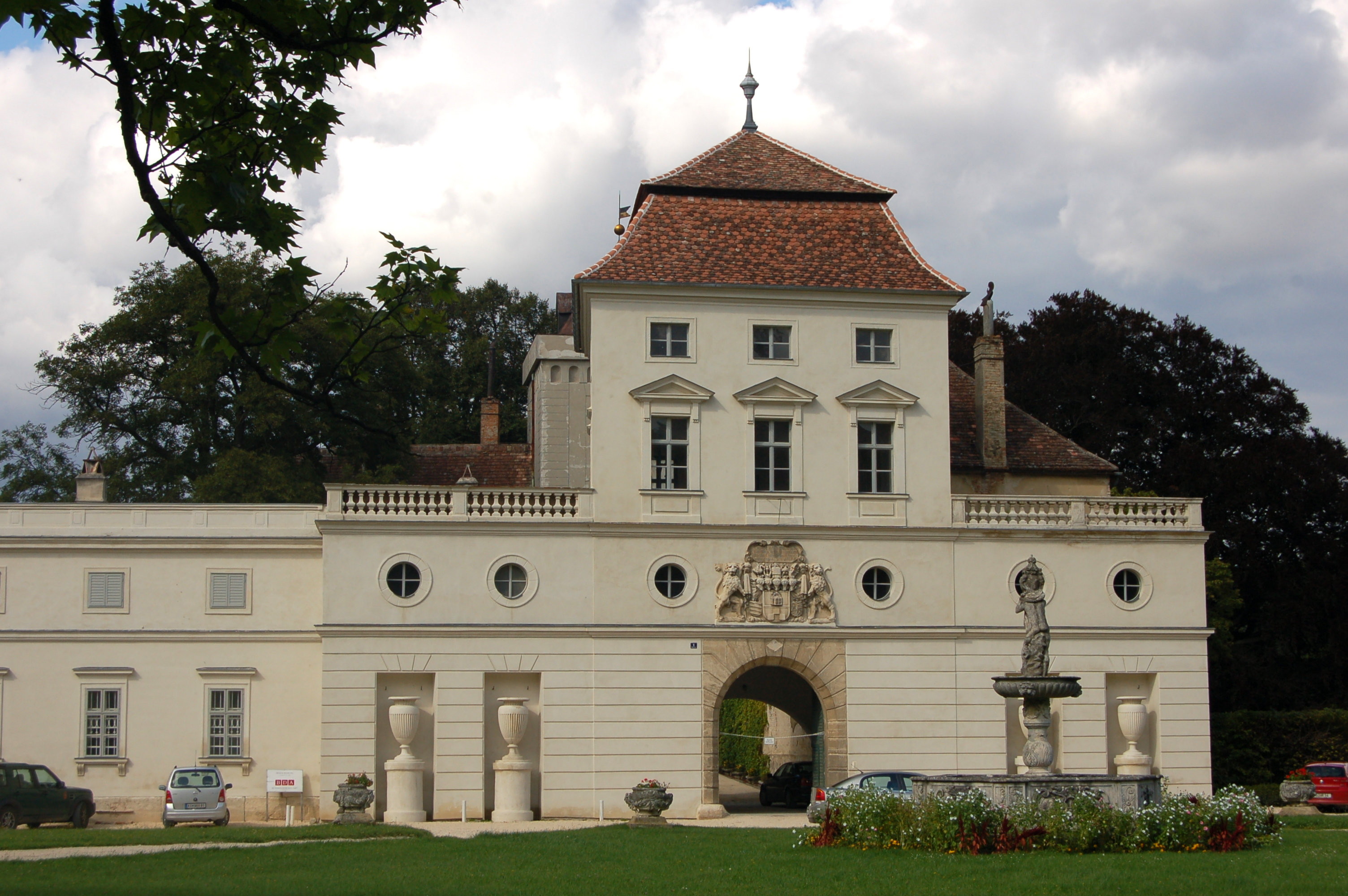
Schloss Ernstbrunn, Einfahrt

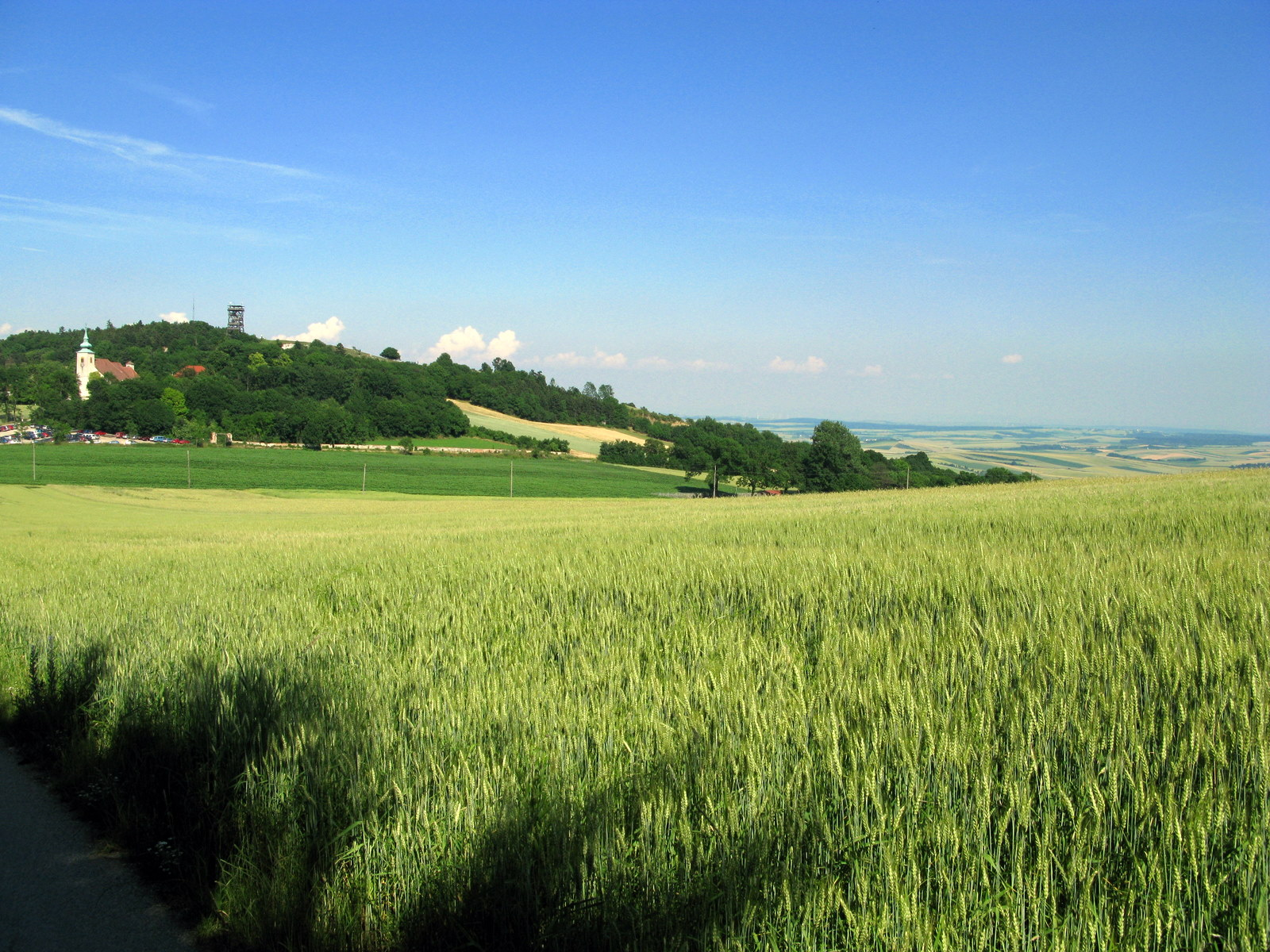
Oberleis mit Aussichtsturm

Ernstbrunn ist eine Marktgemeinde mit 3316 Einwohnern (Stand 1. Jänner 2025) im Bezirk Korneuburg in Niederösterreich.

## Geografie
Ernstbrunn liegt im Zentrum des Weinviertels in Niederösterreich am Fuß der Leiser Berge. Die Fläche der Marktgemeinde umfasst 80,70 Quadratkilometer. 27 Prozent der Fläche sind bewaldet.

### Gemeindegliederung
Das Gemeindegebiet umfasst insgesamt 14 Katastralgemeinden (in Klammern Einwohnerzahl Stand 1. Jänner 2025):
- Au (96)
- Dörfles (125)
- Ernstbrunn (1690) samt Haidhof
- Gebmanns (79)
- Klement (264) samt Oberleis
- Lachsfeld (91)
- Maisbirbaum (232)
- Merkersdorf (145)
- Naglern (120)
- Simonsfeld (262)
- Steinbach (122)
- Thomasl (90)

Die Gemeinde besteht aus 14 Katastralgemeinden Au, Dörfles, Ernstbrunn, Ernstbrunnerwald, Gebmanns, Klement, Lachsfeld, Maisbirbaum, Merkersdorf, Naglern, Oberleis, Simonsfeld, Steinbach und Thomasl.

### Nachbargemeinden
| Hollabrunn (Bez. Hollabrunn) | Gnadendorf (Bez. Mistelbach)                |                              |
| Großmugl                     | Kompassrose, die auf Nachbargemeinden zeigt | Niederleis (Bez. Mistelbach) |
| Niederhollabrunn             |                                             | Großrußbach                  |

## Geschichte
Bereits um 2000 v. Chr. bestand eine Siedlung im heutigen Ort, etwa um 500 v. Chr. siedelten Kelten am Oberleiser Berg. Aus dem Jahre 100 n. Chr. datieren Funde eines römischen Wachturmes (Donaulimes) in Oberleis.
Im Jahre 1045 wurde Ernustisprunnin erstmals urkundlich erwähnt. Um 1533 verlieh der römisch-deutsche König und spätere Kaiser Ferdinand I. dem Flecken Ernstbrunn das Marktrecht, nachdem 1531 erstmals ein örtlicher Schulmeister erwähnt wurde. 1592 erwarben die Herren von Sinzendorf die Herrschaft, die sie bis 1822 innehatten. 1432 wurde erstmals von der Heilquelle („Heilbründel“) berichtet (1710 wurde dort die Bründlkirche gebaut, diese wurde in den josephinischen Reformen 1786 aufgelassen). Im Dreißigjährigen Krieg wurde Ernstbrunn 1645 durch schwedische Truppen besetzt. 1713 forderte die Pest 23 Tote, zu deren Gedenken im darauffolgenden Jahr die Pestsäule am Hauptplatz errichtet wurde. 1720 wütete eine große Feuersbrunst im Ort. 1793 entstand die erste Apotheke in Ernstbrunn, 1798 wurde der heutige Friedhof eingeweiht.
19. Jahrhundert
1828 übernahm das Fürstenhaus Reuß-Köstritz Schloss und Gut Ernstbrunn. Während des Deutschen Krieges 1866 besetzten preußische Truppen Ernstbrunn, die ausgebrochene Cholera forderte 140 Tote. 1883 wurden die Freiwillige Feuerwehr und die Kalkgewerkschaft gegründet.
Im Jahre 1887 eröffnete in Ernstbrunn das k.k. Postamt mit dem Postmeister Jakob Wojna, nachdem Ernstbrunn seit 1839 an das Postwesen angeschlossen war. Bürgermeister Reidlinger nahm 1891 den Feuerwehrbrunnen in Betrieb, 1894 eröffnete eine Raiffeisenkasse, 1896 wurde die Dampfmühle Weislein errichtet.
20. Jahrhundert
Mit der Eröffnung der Lokalbahn Korneuburg–Ernstbrunn im Jahr 1904 wurde die Postkutsche nach Korneuburg eingestellt. Zwei Jahre darauf wurde die Strecke der Landesbahn von Ernstbrunn nach Mistelbach eröffnet. 1908 folgte die Einweihung der Kaiserjubiläums-Schule, Bürgermeistersitz wurde das heutige Rathaus. Die Inbetriebnahme der gemeindeeigenen Stromerzeugung erfolgte 1911, gegen Ende des Ersten Weltkrieges, 1917, wurde das Kriegerdenkmal eingesegnet. Das Postamt übersiedelte ein Jahr später vom Hammerschmied-Haus ins Rathaus.
1920 wurde der Fernsprechdienst eingerichtet, ein Jahr später wurde eine Filiale der Korneuburger Sparkasse eröffnet. Im Jahr 1923 wurde das Turnerdenkmal am Semmelberg errichtet und 1926 der Fußballverein gegründet. Ein Jahr darauf wurde der erste öffentliche Fernsprecher am Bahnhof eingerichtet. Norbert Wutsch gründete 1929 die Autobuslinie Ernstbrunn–Laa/Thaya. 1934 wurde ein Bombenattentat auf das Haus des Bürgermeisters Seiler verübt.
Zweiter Weltkrieg
In den letzten Tagen des Zweiten Weltkriegs wurde Ernstbrunn Schauplatz heftiger und wechselvoller Kämpfe. So kamen zunächst bei einem Luftangriff der United States Air Force am 31. Jänner 1945 zehn Zivilisten und zwei ungarische Soldaten ums Leben, drei Gebäude wurden komplett und 20 weitere teilweise zerstört. Zwischen dem 20. April und dem 8. Mai 1945 kam es zu Kämpfen zwischen Truppen der Wehrmacht und der Roten Armee. Dabei wurden die Wlassow-Truppen teilweise eingekesselt. Hartnäckige Kämpfe fanden außerhalb der Ortschaft im Ernstbrunner Wald statt. Im Zuge der weiteren Kämpfe in Ernstbrunn kamen 9 Zivilisten um, durch Artilleriebeschuss wurden 5 Wohnhäuser zerstört und etwa 100 beschädigt.
nach 1945
Im Jahr 1953 wurde eine Rotkreuzstelle gegründet, ein Jahr darauf wurde in der Gemeinde erstmals ein Faschingsumzug veranstaltet. Das Ferienheim Janua Vitae nahm 1967 seinen Betrieb auf. Im Jahr 1970 wurde Ernstbrunn wieder zum Bezirk Korneuburg geschlagen. Drei Jahre später errichtete man in der Gemeinde den ersten öffentlichen Münzfernsprecher. 1975 wurde der Wildpark eröffnet. Vier Jahre später wurde der Kameradschaftsbund (Veteranenverein von 1905) wiederbegründet.
1983 fand die 450-Jahr-Feier der Marktgemeinde Ernstbrunn statt, man gründete eine Gemeindepartnerschaft mit Isen in Bayern und eröffnete die Heimatstube, errichtete einen Trachtenbaum. Eine Volksbank wurde in der Gemeinde eröffnet. Die Musikkapelle Ernstbrunn wurde 1984 gegründet. Im Jahr 1988 wurde die Personenzugverbindung Korneuburg–Ernstbrunn–Mistelbach eingestellt. Zwei Jahre darauf wurde das Hilfswerk Ernstbrunn-Niederleis gegründet. 1995 wurde das Heimatmuseum eröffnet und es fand die 950-Jahr-Feier der Pfarre Ernstbrunn statt. Im Jahr 1997 wurde der Trachtenbaum total erneuert. Am 6. September 1998 wurde die neue Feuerwehrzentrale eröffnet und ein Jahr später, 1999, der Schüttkasten Klement als Kulturzentrum, das Altstoffsammelzentrum, das Seniorenwohnhaus und die Hilfswerkstation „Leiser Berge“ eröffnet.
2000 wurden die Volks- und Hauptschule erweitert und ein neues Sportzentrum eröffnet. Im Jahr 2003 wurde abermals der Trachtenbaum erneuert. Ein Jahr darauf wurden der neue Radweg „Keltentrail“ und die neue Aufbahrungshalle eröffnet, 2007 folgte die Eröffnung der Nostalgie-Erlebniswelt (Fahrraddraisinenbahn) und des restaurierten Rathauses.

### Bevölkerungsentwicklung
| Ernstbrunn: Einwohnerzahlen von 1869 bis 2025       | Ernstbrunn: Einwohnerzahlen von 1869 bis 2025 | Ernstbrunn: Einwohnerzahlen von 1869 bis 2025 | Ernstbrunn: Einwohnerzahlen von 1869 bis 2025 | Ernstbrunn: Einwohnerzahlen von 1869 bis 2025 |
| --------------------------------------------------- | --------------------------------------------- | --------------------------------------------- | --------------------------------------------- | --------------------------------------------- |
| Jahr                                                |                                               |                                               |                                               | Einwohner                                     |
| 1869                                                | 1869                                          |                                               | 3.425                                         | 3.425                                         |
| 1880                                                | 1880                                          |                                               | 3.614                                         | 3.614                                         |
| 1890                                                | 1890                                          |                                               | 3.723                                         | 3.723                                         |
| 1900                                                | 1900                                          |                                               | 3.973                                         | 3.973                                         |
| 1910                                                | 1910                                          |                                               | 4.354                                         | 4.354                                         |
| 1923                                                | 1923                                          |                                               | 4.254                                         | 4.254                                         |
| 1934                                                | 1934                                          |                                               | 4.359                                         | 4.359                                         |
| 1939                                                | 1939                                          |                                               | 4.204                                         | 4.204                                         |
| 1951                                                | 1951                                          |                                               | 4.129                                         | 4.129                                         |
| 1961                                                | 1961                                          |                                               | 3.531                                         | 3.531                                         |
| 1971                                                | 1971                                          |                                               | 3.298                                         | 3.298                                         |
| 1981                                                | 1981                                          |                                               | 3.000                                         | 3.000                                         |
| 1991                                                | 1991                                          |                                               | 2.941                                         | 2.941                                         |
| 2001                                                | 2001                                          |                                               | 3.141                                         | 3.141                                         |
| 2011                                                | 2011                                          |                                               | 3.068                                         | 3.068                                         |
| 2021                                                | 2021                                          |                                               | 3.278                                         | 3.278                                         |
| 2025                                                | 2025                                          |                                               | 3.316                                         | 3.316                                         |
| Quelle(n): Statistik Austria, Gebietsstand 1.1.2021 |                                               |                                               |                                               |                                               |

In den Jahren 1981 bis 1991 hatte Ernstbrunn eine negative Geburtenbilanz von −87, die auch durch eine leichte Zuwanderung nicht ausgeglichen werden konnte. In den Jahren 1991 bis 2001 war die Wanderungsbilanz mit +215 so groß, dass trotz geringerer Geburten ein Saldo von +200 blieb. In den folgenden zehn Jahren ging die Zuwanderung zurück und die stark negative Geburtenbilanz von −152 führte insgesamt zu einem Bevölkerungsverlust.

## Kultur und Sehenswürdigkeiten
- Schloss Ernstbrunn

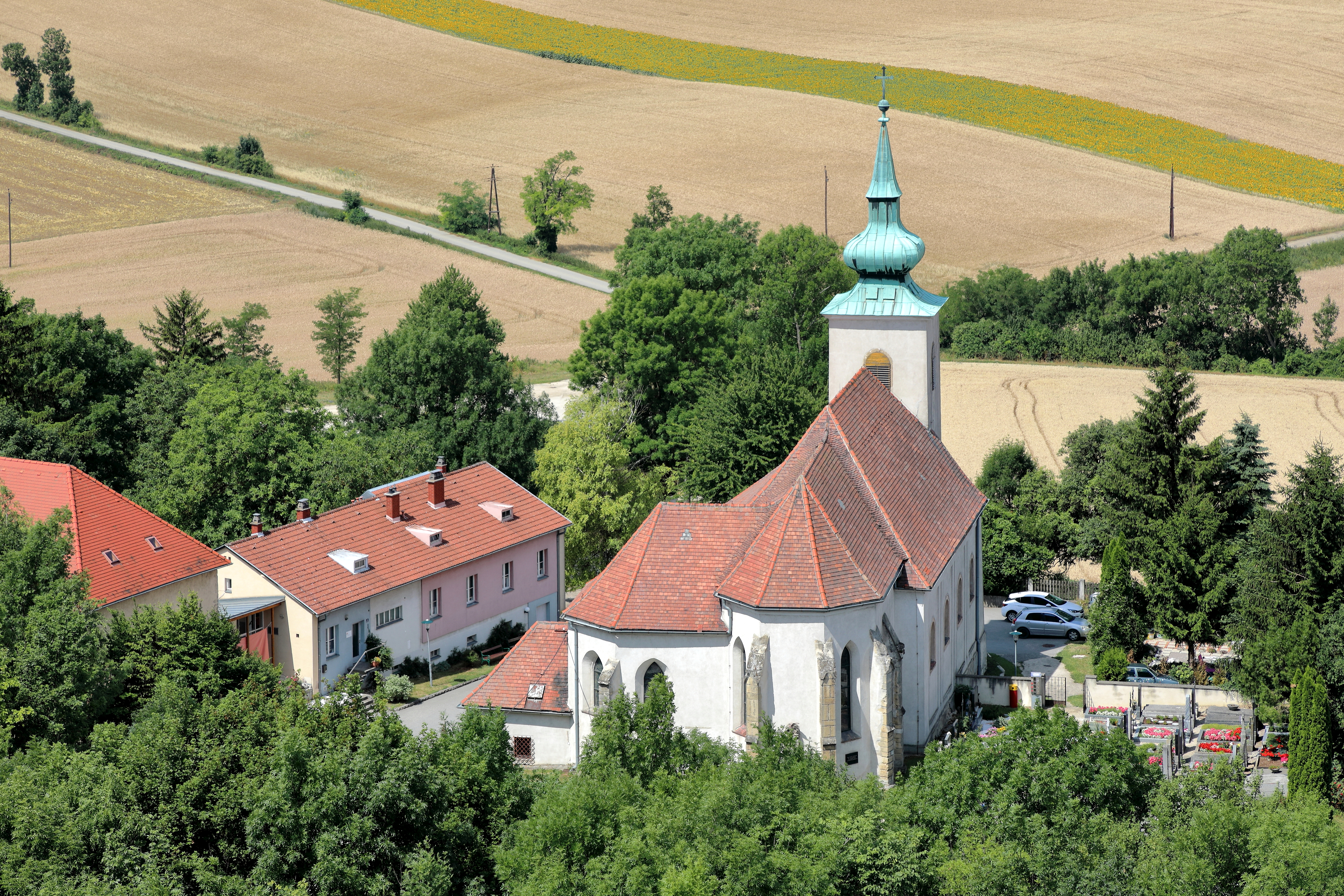
Der Kirchenweiler Oberleis mit der Wallfahrts- und Pfarrkirche hll. Mauritius und Maria

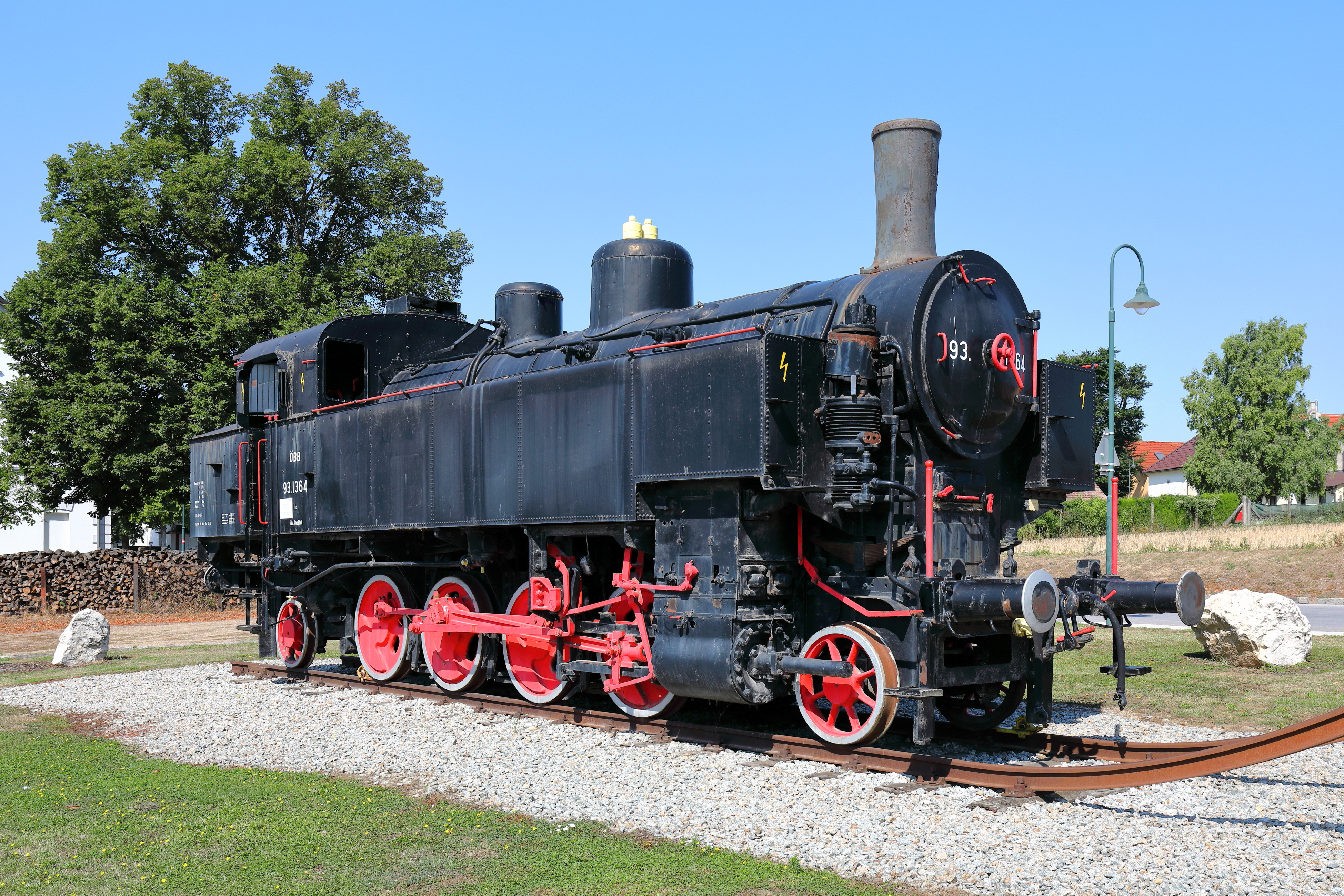
Denkmallok der Baureihe BBÖ 378 beim Bahnhof Ernstbrunn

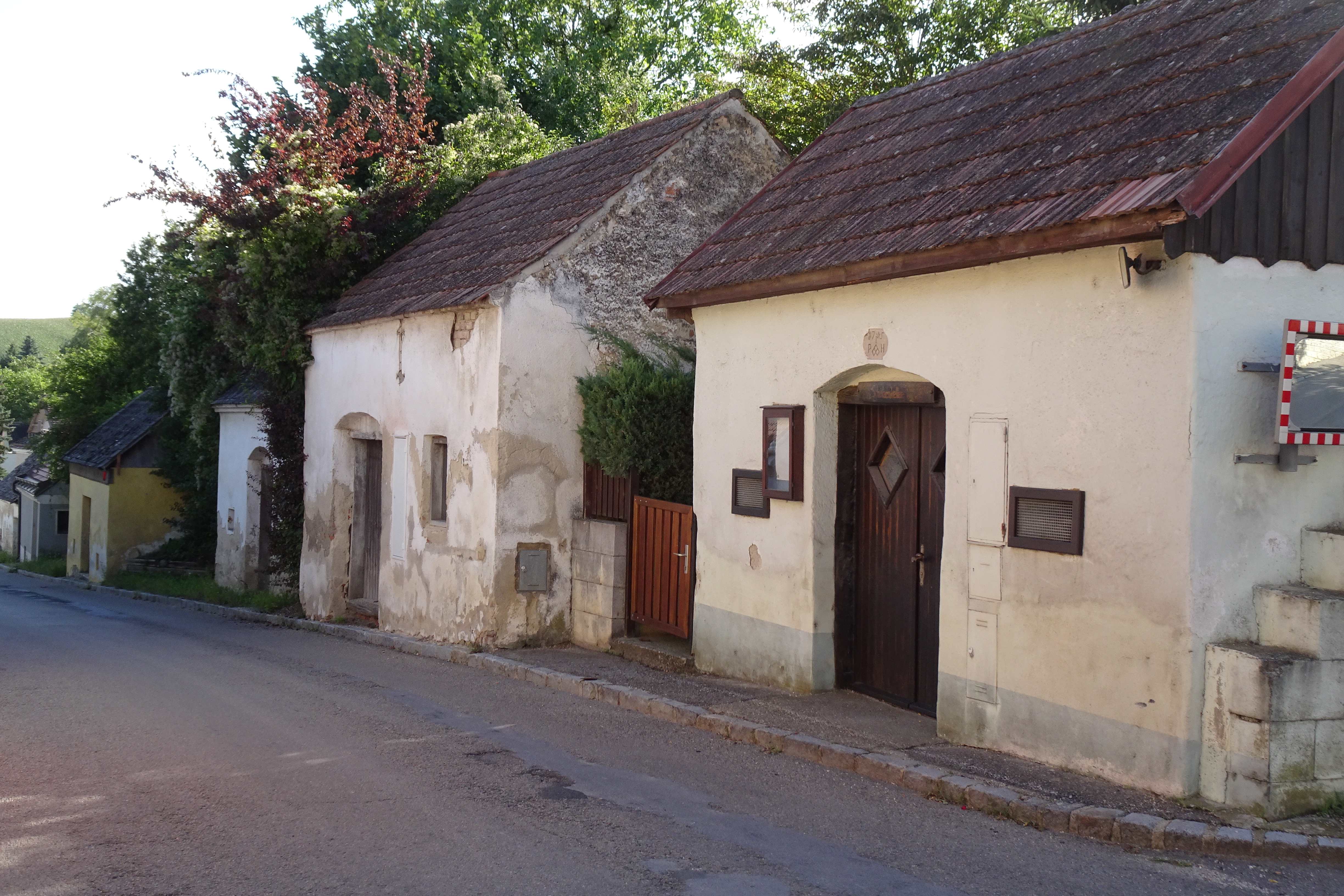
Kellergasse im südlichen Teil des Marktortes

- Katholische Pfarrkirche Ernstbrunn hl. Martin
- Katholische Pfarrkirche Maisbirbaum hl. Barbara
- Katholische Pfarrkirche Merkersdorf hl. Jakobus der Ältere
- Katholische Pfarrkirche Simonsfeld hl. Martin
- Katholische Wallfahrts- und Pfarrkirche Oberleis hll. Mauritius und Maria am Abhang des Oberleiser Berges
- Wildpark Ernstbrunn: 1975 wurden die nördlichen Teile des Schlossparks von Schloss Ernstbrunn zum Wildpark Ernstbrunn umgestaltet
  - Wolf Science Center: Im Juni 2009 hat sich im Wildpark Ernstbrunn das Wolf Science Center angesiedelt. Hier wird das Verhalten von Timberwölfen erforscht.
- NostalgieExpress Leiser Berge: Im Rahmen des Projektes „ErlebnisWeltBahn“ der ÖBB-Holding AG verkehrt an Samstagen, Sonn- und Feiertagen im Sommer fahrplanmäßig der 'NostalgieExpress Leiser Berge' von Wien Praterstern über Korneuburg nach Ernstbrunn auf der Lokalbahn Korneuburg–Hohenau. Abwechselnd wird die Zugsgarnitur mit historischen Dampf- und Dieselloks bespannt. Ein Radtransportwaggon und ein Speisewagen werden immer mitgeführt.

## Wirtschaft und Infrastruktur
Nichtlandwirtschaftliche Arbeitsstätten gab es im Jahr 2001 114, land- und forstwirtschaftliche Betriebe nach der Erhebung 1999 144. Die Zahl der Erwerbstätigen am Wohnort betrug nach der Volkszählung 2001 1460. Die Erwerbsquote lag 2001 bei 46,99 Prozent.
Unternehmen
- Kalkwerk Ernstbrunn
- Windkraft Simonsfeld
- CULUMNATURA

### Tourismus
Ernstbrunn liegt an mehreren überregionalen Wanderwegen.
- Ostösterreichischer Grenzlandweg
- Windpark Ernstbrunn
- WolfsforschungsZentrum
- Aussichtswarte Oberleiserberg
- Niederösterreichischer Landesrundwanderweg
- Jakobsweg Weinviertel
- Weinviertelweg
- WeinviertelDraisine

### Bildung
In der Gemeinde gibt es zwei Kindergarten, eine Naturpark Volksschule und eine Naturpark Neue Mittelschule.

## Politik

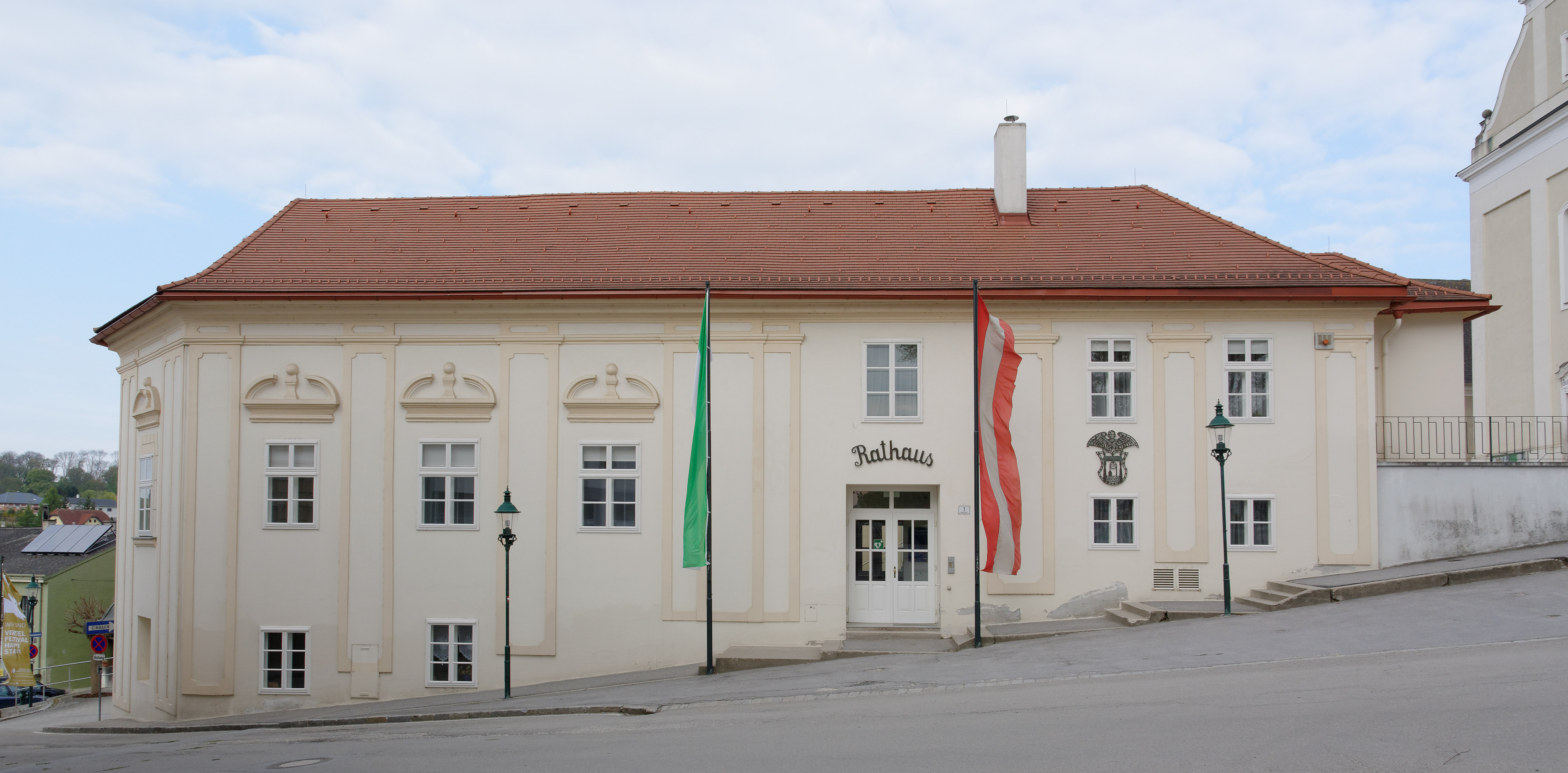
Gemeindeamt/Rathaus der Gemeinde

### Gemeinderat
Der Gemeinderat hat 23 Mitglieder.
- Mit den Gemeinderatswahlen in Niederösterreich 1990 hatte der Gemeinderat folgende Verteilung: 14 ÖVP, 5 SPÖ und 2 FPÖ. (21 Mitglieder)
- Mit den Gemeinderatswahlen in Niederösterreich 1995 hatte der Gemeinderat folgende Verteilung: 11 ÖVP, 6 FPÖ und 4 SPÖ.[6]
- Mit den Gemeinderatswahlen in Niederösterreich 2000 hatte der Gemeinderat folgende Verteilung: 15 ÖVP, 3 SPÖ und 3 FPÖ.[7] (21 Mitglieder)
- Mit den Gemeinderatswahlen in Niederösterreich 2005 hatte der Gemeinderat folgende Verteilung: 17 ÖVP, 5 SPÖ und 1 FPÖ.[8]
- Mit den Gemeinderatswahlen in Niederösterreich 2010 hatte der Gemeinderat folgende Verteilung: 17 ÖVP, 4 SPÖ und 2 FPÖ.[9]
- Mit den Gemeinderatswahlen in Niederösterreich 2015 hatte der Gemeinderat folgende Verteilung: 17 ÖVP, 3 FPÖ, 2 SPÖ und 1 Grüne.[10]
- Mit den Gemeinderatswahlen in Niederösterreich 2020 hat der Gemeinderat folgende Verteilung: 19 ÖVP, 2 UNS–Uns geht´s um Ernstbrunn, 1 SPÖ und 1 Grüne.[11]
- Mit den Gemeinderatswahlen in Niederösterreich 2025 hat der Gemeinderat folgende Verteilung: 16 ÖVP, 3 UNS (Uns geht's um Ernstbrunn), 2 FPÖ, 1 SPÖ und 1 Grüne.[12]

### Bürgermeister
- ab 1886 Josef Reidlinger (CSP)
- 1995–2013 Johann Prügl (ÖVP)[13]
- 2013–2023 Horst Gangl (ÖVP)
- seit 2023 Gerhard Toifl (ÖVP)[14]

## Persönlichkeiten

### Söhne und Töchter der Gemeinde
- Josef Reidlinger (1851–1907), Bürgermeister und Reichsratsabgeordneter
- Heinrich XXIV. Reuß zu Köstritz (1855–1910), Komponist
- Kurt Scholz (* 1948), Sonderbeauftragter für Restitutionsfragen der Stadt Wien
- Alexander Kukelka (* 1963), Komponist, Dirigent und Pianist

### Personen mit Bezug zur Gemeinde
- Richard Gisser (* 1939), Bevölkerungswissenschaftler